# تينيت
شركة تينيت هي شركة مشغلة لأنظمة النقل للكهرباء في هولندا وفي جزء كبير من ألمانيا .
شركة تينيت بي في هي الشركة المشغلة لشبكة نقل الكهرباء الوطنية في هولندا، ومقرها في أرنهيم . وتديرها وتملكها الحكومة الهولندية، وهي مسؤولة عن الإشراف على تشغيل ( 380 و220 و150 و110 كيلوفولت) خطًا كهربائيًا.شبكة نقل كهربائية عالية الجهد ، في جميع أنحاء هولندا، بالإضافة إلى ربطها بالدول المجاورة. في ألمانيا، تُعد شركتها التابعة
شركة تين تي تي إس أو المحدودة واحدة من أربع شركات تشغيل لأنظمة النقل. كانت تُعرف سابقًا باسم ترانسباور ، ثم استحوذت عليها الشركة وأُعيدت تسميتها عام 2010.
اعتبارًا من عام 2024، تعمل على مسافة +25.000 25.000 كيلومتر (15.534 ميل) من الخطوط والكابلات عند 110 كيلو فولت (هولندا)، 220 كيلوفولت (GER) فأكثر، متصلة بـ 485 محطة فرعية عالية الجهد، وحوالي 28,000 برج كهرباء ، وأكثر من 43 مليون مستخدم نهائي في جميع أنحاء هولندا وألمانيا. كما تُشغّل شركة تينيت 19 وصلة بحرية بإجمالي قدرة بحرية تبلغ 12.2 جيجاواط.  المساهم الوحيد هو وزارة المالية الهولندية .

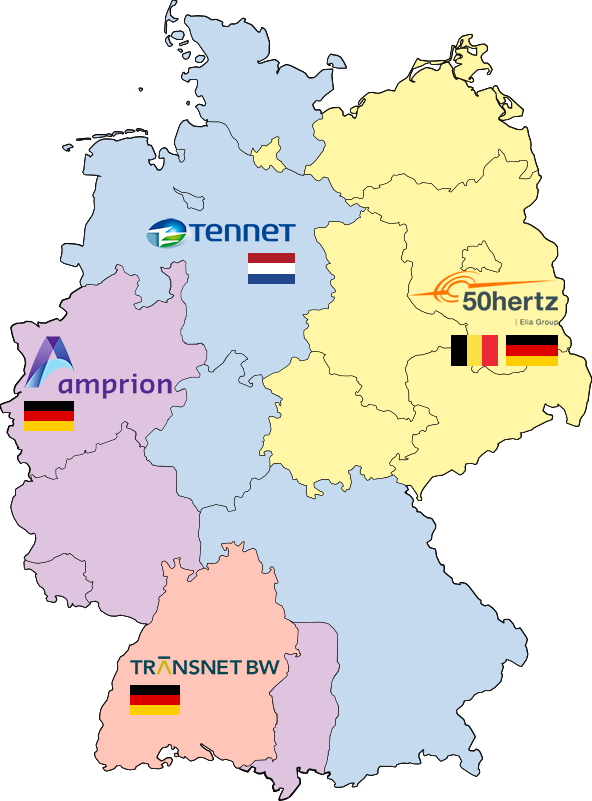
مشغلو نظام النقل الألماني: تينيت و 50Hertz Transmission و أبريون وترانسنت بي دبليو

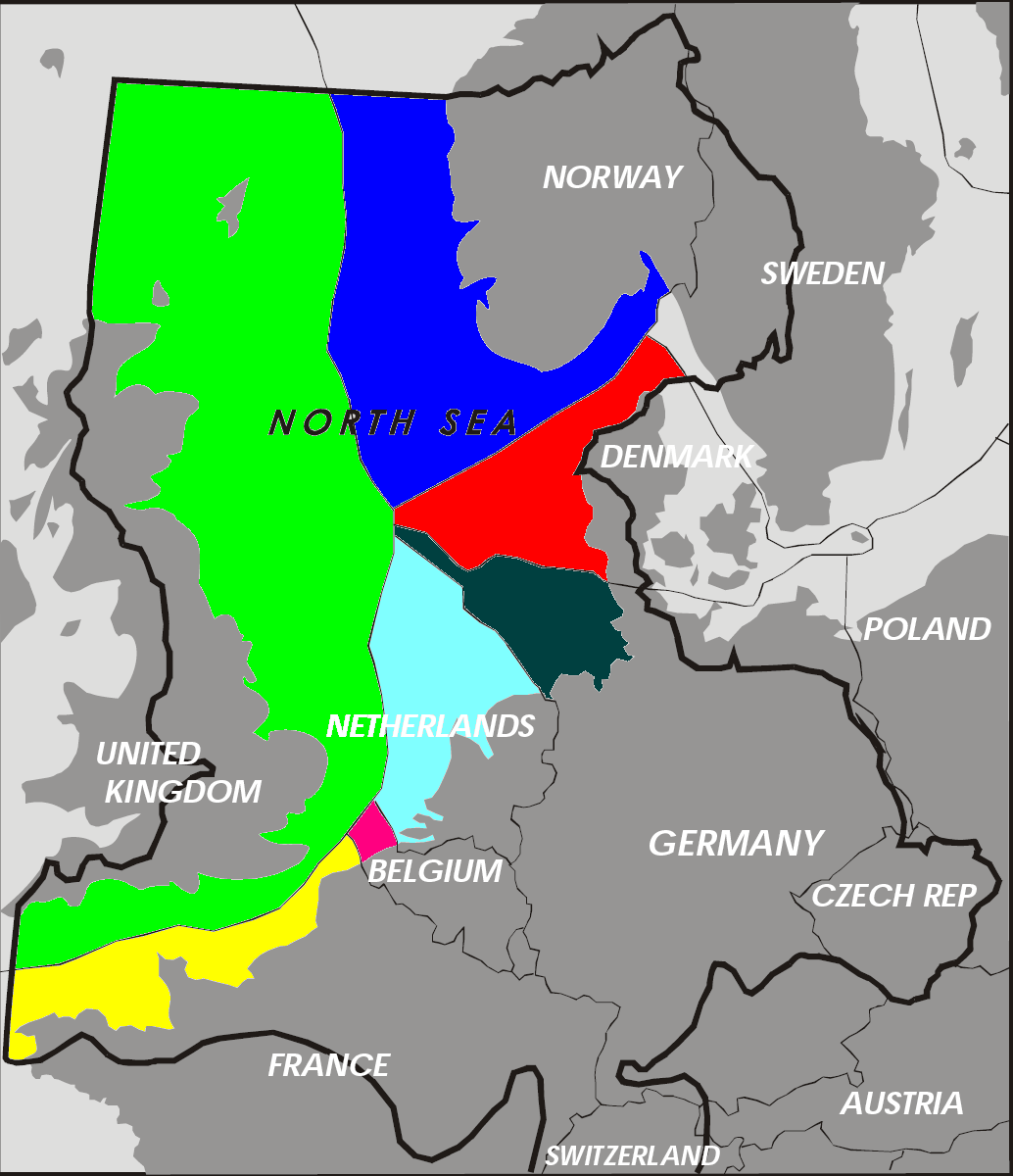
المناطق الاقتصادية الخالصة في بحر الشمال

 

## أنظر أيضاً
- ناقل حركة 50 هرتز
- أمبريون
- مشغل نظام إيليا

## روابط خارجية
- الموقع الرسمي
 (بالإنجليزية)